# Titanotylopus
Titanotylopus es un género extinto de mamíferos artiodáctilos de la familia Camelidae que vivió durante el período comprendido entre el Mioceno reciente y el Pleistoceno tardío en Norteamérica, hace entre 4,9 millones de años a 300.000 años. Su nombre deriva de las palabras griegas Τιτάν, τύλος y πούς - "Titán"; y tylos, thus: "protuberancia-pie".

## Descripción
Titanotylopus se distingue por sus largos caninos superiores y la reducción en los huesos lacrimales, además de las relativamente amplias segundas falanges de sus patas, a diferencia de sus contemporáneos como Camelops, lo que sugiere que tenía patas con almohadillas como sus parientes actuales.
La especie Titanotylopus spatulus se caracterizaba por sus amplios dientes incisivos espatulados. Se ha hallado en Grand View (Idaho), Red Light, Condado de Hudspeth, Donnelly Ranch, White Rock, Mullen II (Kansas), Sandahl Local Fauna (Nebraska) y Vallecito Creek, Colorado, y 111 Ranch (Arizona), en Estados Unidos.
Titanotylopus poseía extremidades grandes y largas, un neurocráneo comparativamente pequeño y una pendiente convexa entre los ojos. Su altura promedio era de 3,5 metros. Al igual que el camello moderno, probablemente poseía una joroba, evidencia de esto son las largas apófisis espinosas de las vértebras torácicas.

## Clasificación
Aunque algunos autores han considerado que Gigantocamelus y Titanotylopus son sinónimos, aunque otros los han mantenido separados. Voorhies y Corner, basándose en material no publicado anteriormente, documentaron cómo ambos merecen géneros separados. Harrison (1985) siguió a Voorhies y Corner en mantener el uso del género Titanotylopus solo para T. nebraskensis, basado en una mandíbula inferior, mientras que Gigantocamelus debería ser usado para la especie G. spatula, que incluye a su vez a G. fricki. Hay una clara diferencia entre la falange proximal de los especímenes asignados a Gigantocamelus y a Titanotylopus, basándose en los esqueletos asociados con material del cráneo.